# Перший незалежний
Перший незалежний — закритий проросійський пропагандистський інформаційний телеканал в Україні, чиїм неофіційним власником є олігарх Віктор Медведчук (через пов'язаного з ним Тараса Козака).
Мовник було формально створено 1 листопада 2019 року, але впродовж перших двох років він не мовив як повноцінний телевізійний канал і фактично запрацював лише у лютому 2021 року, після того, як його викупив медіахолдинг Медведчука «Новини».

## Історія

### Початкове заснування (2019—2021)
Канал було створено 1 листопада 2019 року, він вважався львівським регіональним каналом, хоча його етер та студія створювалися в Києві. Національна рада з питань телебачення та радіомовлення року проліцензувала телеканал 17 січня 2019 року, а 1 листопада 2019 року канал розпочав супутникове мовлення у форматі новинних сюжетів з чоловічою та жіночою начитками.
Фактично канал ніколи не працював як повноцінний інформаційний телеканал і ймовірно створювався виключно заради подальшого перепродажу: упродовж перших двох років свого існування періодично канал взагалі не працював, а у ті періоди коли він таки працював, до перепродажу каналу у лютому 2021 року, весь контент мовника робили всього лиш три людини з оточення ексвласника каналу Романа Любицького ймовірно аби канал хоч якось мовив і його не вимкнула НацРада з питань ТБ та радіомовлення; після продажу каналу Медведчуку у лютому 2021 року всі ці три людини що раніше творили для нього контент більше не мають жодного відношення до роботи переформатованого каналу.
З моменту запуску каналу у листопаді 2019 року й до його продажу Медведчуку у лютому 2021 року, керівником і власником каналу був колишній генеральний продюсер каналу «НТА» Роман Любицький.

### Перезапуск каналу (2021)
У травні 2020 року українські журналісти з видання «TV Post», аналізуючи дивну етерну діяльність телеканалів Романа Любицького «Перший незалежний» та «Ukrlive/Перший кабельний», зазначали, що обидва канали, найймовірніше, є маріонетковими каналами, які, скоріше за все, були створені своїми власниками у інтересах Віктора Медведчука як «юридична запаска» у випадку, якщо НацРада забере у телеканалів медіахолдингу «Новини» («NewsOne», «ZIK», «112 Україна») ліцензію на мовлення.
25 лютого 2021 року керівництво і журналісти заборонених телеканалів медіахолдингу «Новини», що належить народному депутату від проросійської партії «ОПЗЖ» Тарасу Козаку, придбало телеканал у Романа Любицького і наступного дня о 18:00 провели перезапуск.
25 лютого 2021 року у ВО «Свобода» наголосили на неприпустимості співпраці з колаборантами, проінформувавши про виключення Любицького з партії.
26 лютого 2021 року в ТОВ «Тайм Медіа», що володіє торговельною маркою каналу, змінився керівник — замість Любицького ним став Павло Єгоричев, директор ТОВ «Новий формат ТВ» та голова ТОВ «ТВ Вибір», які входять до медіагрупи ТОВ «Медіахолдинг Новини» Тараса Козака.
Канал, як і інші канали, звідки до нього перейшли колишні журналісти, пов'язані з Тарасом Козаком та іншим проросійським політиком і олігархом Віктором Медведчуком. Після продажу колишній власник Роман Любицький заявив, що не має жодного стосунку до ТОВ «Медіахолдинг Новини» та працівників телеканалів Медведчука. На канал перейшло близько 100 працівників каналів Медведчука, створивши ТОВ із статутним капіталом 100 грн.
26 лютого 2021 року команда «каналів Медведчука» повідомила, що мовлення телеканалу було вимкнуто на супутнику. Того ж дня на питання журналістів щодо законності мовлення каналу, секретар РНБО Олексій Данілов сказав, що заборони можливі у випадку повторних порушень.
1 березня 2021 року команда медіахолдингу «Новини» повідомила, що мовлення телеканалу було вимкнуто IPTV/OTT/кабельним розповсюджувачем «Ланет». «Ланет» розірвав договір про співпрацю з каналом у зв'язку зі зміною кінцевого бенефіціара телеканалу.
25 вересня 2021 року стало відомо, що мажоритарним акціонером телеканалу «Перший незалежний» став народний депутат від проросійської партії «ОПЗЖ» Нестор Шуфрич.
27 і 28 жовтня 2021 року після 18:00 телеканал транслювався під логотипом «UkrLive», фактично тоді припинивши трансляцію під логотипом «Перший незалежний», але з відновленням окремого мовлення телеканалів наступного дня. Однак, 29 жовтня окремий етер не відновився.
1 грудня 2021 року «Перший незалежний» знову відновив самостійне тестове мовлення у форматі начитки новин. 10 грудня 2021 року в Інтернет-версії телеканалу відновились етери зі студійними проєктами та ведучими.
28 грудня 2021 року Президент України Володимир Зеленський підписав Указ № 684/2021 "Про рішення РНБО від 28.12.2021 «Про застосування персональних спеціальних економічних та інших обмежувальних заходів (санкцій)». Цим указом Президент Зеленський увів дане рішення у дію. 28 грудня 2021 о 23:36 мовлення супутникової версії з начиткою сюжетів новин було вимкнено на супутнику «Astra 4A».
24 лютого 2022 року через російське вторгнення в Україну телеканал припинив своє мовлення.
8 червня 2023 року НацРада анулювала ліцензію на мовлення.

## Мова мовлення
У 2017—2020 роках, до придбання каналу Медведчуком, канал мовив українською мовою. Після того, як канал припинив мовлення на більшості дистриб'юційних платформ (мовлення через супутник тощо) у березні 2021 року, канал де-факто перетворився на YouTube-канал, відтоді канал мовив російською мовою.

## Програми
- Виклик
- Акценти LIVE
- Перші незалежні новини
- Перші та незалежні
- П'ятниця
- Вікенд LIVE
- Вечірній Шелест
- Економічні бесіди
- Шоу об'єднанної країни
- Вертикаль
- Ток-шоу «МИ»
- Півострів свободи
- Top news
- Рибний день (пізніше — на каналі «НАШ» під назвою «Рибний четвер»)
- Live
- Великий день
- Live-шоу
- Люди
- Український формат
- Голос народу
- Пульс/Головне політичне шоу країни
- Ток-шоу «15:00»
- Ток-шоу «17:00»
- Ток-шоу «19:00»
- Міжнародна панорама
- Епіцентр української політики
- Протистояння
- Мага (не виходить)
- Чуємо кожного
- Суслов і Кущ. Економічні бесіди
- Аргумент
- По суті з Денисом Жарких
- Деталі дня
- Деталі тижня
- Хронологія тижня
- Кужеєв.Live
- Мета модерн
- Дикий.LIVE
- Вечірня казка з Русланом Коцабою
- Марафон «Хрещення Русі»

## Логотипи
Телеканал змінив 4 логотипи.
- З 1 листопада 2019 до 25 лютого 2021 року логотипом телеканалу було біле слово «ПЕРШИЙ», під яким червоний напис «НЕЗАЛЕЖНИЙ». Логотип непрозорий. Знаходився у правому верхньому куті екрана.
- З 26 лютого до 26 жовтня та з 1 до 28 грудня 2021 року використовувався схожий логотип, але напис «ПЕРШИЙ НЕЗАЛЕЖНИЙ» був сірого кольору. Знаходився там само.
- З 10 до 19 грудня 2021 року використовувався синій квадрат з білим написом «ПЕРШИЙ», біля якого перебувала червона лінія з написом «НЕЗАЛЕЖНИЙ». Знаходився в лівому нижньому куті.
- З 20 грудня 2021 до 24 лютого 2022 року використовувався синій квадрат зі словом «ПЕРШИЙ», під яким червоний прямокутник з написом «НЕЗАЛЕЖНИЙ». Знаходився там само.